# Marcin Kikut
Marcin Kikut (Barlinek, 25 giugno 1983) è un ex calciatore polacco, di ruolo difensore o centrocampista.

## Carriera
Fa il suo unico gol con il Lech Poznań il 3 novembre 2007 nella sconfitta fuori casa per 4-2 contro lo Jagiellonia Białystok, dove viene anche ammonito. Gioca l'ultima partita nel Lech Poznań il 6 maggio 2012 nel pareggio fuori casa a reti inviolate contro il Widzew Łódź.
Il 2 agosto 2012 si trasferisce al Ruch Chorzów. Debutta con i nuovi compagni il 2 settembre 2012 nella sconfitta fuori casa per 1-0 contro lo Śląsk Wrocław.

### Nazionale
Ha fatto il suo debutto il 10 dicembre 2010 nella Nazionale polacca nel pareggio fuori casa per 2-2 contro la Bosnia Erzegovina.

## Statistiche

### Cronologia presenze e reti in Nazionale
| Cronologia completa delle presenze e delle reti in nazionale ― Polonia | Cronologia completa delle presenze e delle reti in nazionale ― Polonia | Cronologia completa delle presenze e delle reti in nazionale ― Polonia | Cronologia completa delle presenze e delle reti in nazionale ― Polonia | Cronologia completa delle presenze e delle reti in nazionale ― Polonia | Cronologia completa delle presenze e delle reti in nazionale ― Polonia | Cronologia completa delle presenze e delle reti in nazionale ― Polonia | Cronologia completa delle presenze e delle reti in nazionale ― Polonia |
| Data                                                                   | Città                                                                  | In casa                                                                | Risultato                                                              | Ospiti                                                                 | Competizione                                                           | Reti                                                                   | Note                                                                   |
| ---------------------------------------------------------------------- | ---------------------------------------------------------------------- | ---------------------------------------------------------------------- | ---------------------------------------------------------------------- | ---------------------------------------------------------------------- | ---------------------------------------------------------------------- | ---------------------------------------------------------------------- | ---------------------------------------------------------------------- |
| 10-12-2010                                                             | Antalya                                                                | Bosnia ed Erzegovina                                                   | 2 – 2                                                                  | Polonia                                                                | Amichevole                                                             | -                                                                      |                                                                        |
| 6-2-2011                                                               | Vila Real de Santo António                                             | Moldavia                                                               | 0 – 1                                                                  | Polonia                                                                | Amichevole                                                             | -                                                                      |                                                                        |
| Totale                                                                 |                                                                        | Presenze                                                               | 2                                                                      |                                                                        | Reti                                                                   | 0                                                                      |                                                                        |

## Palmarès

### Club

#### Competizioni nazionali
- Campionato polacco: 1

Lech Poznań: 2009-2010
- Coppa di Polonia: 1

Lech Poznań: 2008-2009
- Supercoppa di Polonia: 1

Lech Poznań: 2009